# Cuaenlairat del Kalahari
El cuaenlairat del Kalahari (Cercotrichas paena) és una espècie d'ocell de la família dels muscicàpids (Muscicapidae) pròpia de l'Àfrica austral. El seu estat de conservació es considera de risc mínim.